# Lab-on-a-Chip
Der Begriff Lab-on-a-Chip (auch Chiplabor bzw. englisch lab-on-a-chip device, Labor-auf-dem-Chip) bezeichnet ein mikrofluidisches System, welches die gesamte Funktionalität eines makroskopischen Labors auf einem ca. scheckkartengroßen Substrat, zum Beispiel aus Glas oder Kunststoff, unterbringt. Mit dieser Technologie lassen sich geringste Mengen (wenige Pikoliter bis Mikroliter) einer Flüssigkeit auf einem einzigen Chip vollständig und automatisch analysieren. Der Transport der Proben zwischen den verschiedenen Reaktions- und Analysekammern kann  mithilfe von Kapillarkräften stattfinden. Wird ein Organ nachgebildet, wird von einem Organ-on-a-Chip gesprochen.
Auf dem Chiplabor finden umfangreiche biologische, chemische und physikalische Prozesse statt.  Von Bedeutung ist die Platzsparsamkeit der Chiplabore, da auf geringstem Raum komplexe Prozesse ablaufen können. Durch die Größe des Labors ist es zudem sehr einfach zu transportieren, was es unter anderem für die medizinische Erstversorgung außerhalb von Arztpraxen und Krankenhäusern interessant macht.
Eines der wenigen Beispiele, wo bereits heute Labor-auf-dem-Chip-Anwendungen im Alltag erfolgreich realisiert werden, ist der Bereich der automatisierten Ionenkanalanalyse (siehe automatisiertes Patch Clamp). Die Funktionalität der Lab-on-a-Chip-Systeme wird durch aktive Komponenten wie Mikroventile, Pumpen und Sensoren erhöht.